# Beek (Gemeinde)
Beek (limburgisch Baek) ist eine niederländische Gemeinde in der Provinz Limburg und hatte am 1. Januar 2025 laut Angabe des CBS 16.245 Einwohner. Der Flughafen Maastricht Aachen liegt auf dem Gemeindegebiet. Beek liegt 15 km nördlich von Maastricht und 20 km östlich von der belgischen Stadt Genk.

## Wappen
Das Wappen ist geteilt und unten gespalten.
Oben im ersten Feld in Silber ein wachsender roter doppelschwänziger rotgezungter Löwe (Limburgischer Löwe), der das schwarze bis an den Rand reichende Kreuz verdeckt; im zweiten Feld in Rot ein silbernes Doppelschlangenkreuz und im dritten Feld in Silber drei  (2;1) gestellte rote Kugel. Der blaue Streifen auf der Flagge symbolisiert den Fluss Cötelbeek, nachdem die Gemeinde benannt ist.
Auf den Schild ruht eine goldene Krone.

## Ortsteile
Die Gemeinde besteht aus acht Ortsteilen (Einwohnerzahl in Klammern, Stand 1. Januar 2024):
- Beek (8.365)
- Geverik (375)
- Grootgenhout (950)
- Kelmond (150)
- Kleingenhout (170)
- Neerbeek (2.360)
- Spaubeek (3.350)
- Vliegbasis Zuid-Limburg (495)

## Politik

### Sitzverteilung im Gemeinderat
Der Gemeinderat wird seit 1981 folgendermaßen gebildet:
| Partei                   | Sitze  | Sitze | Sitze | Sitze | Sitze | Sitze | Sitze | Sitze | Sitze | Sitze | Sitze |
| Partei                   | 1981 a | 1986  | 1990  | 1994  | 1998  | 2002  | 2006  | 2010  | 2014  | 2018  | 2022  |
| ------------------------ | ------ | ----- | ----- | ----- | ----- | ----- | ----- | ----- | ----- | ----- | ----- |
| CDA                      | 6      | 5     | 5     | 5     | 5     | 6     | 5     | 4     | 4     | 5     | 6     |
| Burger Belangen Beek b   | 1      | 2     | 2     | 3     | 3     | 3     | 6     | 7     | 6     | 5     | 4     |
| Nieuwe Democraten Beek c | –      | 1     | 2     | 2     | 2     | 3     | 6     | 7     | 6     | 5     | 4     |
| Progressief Beek d       | 2      | 2     | 2     | 3     | 4     | 2     | 4     | 4     | 4     | 4     | 4     |
| Belang van Beek e        | –      | –     | –     | –     | –     | –     | –     | –     | –     | –     | 2     |
| VVD                      | 3      | 2     | 2     | 3     | 3     | 3     | 2     | 2     | 1     | 2     | 1     |
| Sociaal Belang Beek f    | –      | –     | –     | –     | –     | –     | –     | –     | 2     | 1     | 0     |
| D66 d                    | 2      | 1     | 1     | 1     | 0     | 0     | –     | –     | –     | –     | –     |
| PvdA d                   | –      | 1     | 1     | 0     | –     | –     | –     | –     | –     | –     | –     |
| Alternatief ’94          | –      | –     | –     | 0     | –     | –     | –     | –     | –     | –     | –     |
| Algemeen Belang c g      | 3      | 2     | 2     | –     | –     | –     | –     | –     | –     | –     | –     |
| Beeks Belang             | –      | 1     | –     | –     | –     | –     | –     | –     | –     | –     | –     |
| Lijst Thal               | 0      | –     | –     | –     | –     | –     | –     | –     | –     | –     | –     |
| Lijst Pelzer             | 0      | –     | –     | –     | –     | –     | –     | –     | –     | –     | –     |
| Gesamt                   | 17     | 17    | 17    | 17    | 17    | 17    | 17    | 17    | 17    | 17    | 17    |

Anmerkungen

### Kollegium von Bürgermeister und Beigeordneten
Folgende Personen gehören zum Kollegium:
Bürgermeister
- Christine van Basten-Boddin (D66) (Amtsantritt: 16. Februar 2016)

Beigeordnete
- Thijs van Es (Burger Belangen Beek/Nieuwe Democraten Beek)
- Ralph Diederen (CDA)
- Hub Schoenmakers (Burger Belangen Beek/Nieuwe Democraten Beek)
- Hub Hodzelmans (CDA)

Gemeindesekretär
- Ron de Louw

## Sehenswürdigkeiten
Zu den Sehenswürdigkeiten gehören die Martinskirche sowie die Ruine von Schloss Jansgeleen, von dem der Vorhof und eine Windmühle erhalten sind.

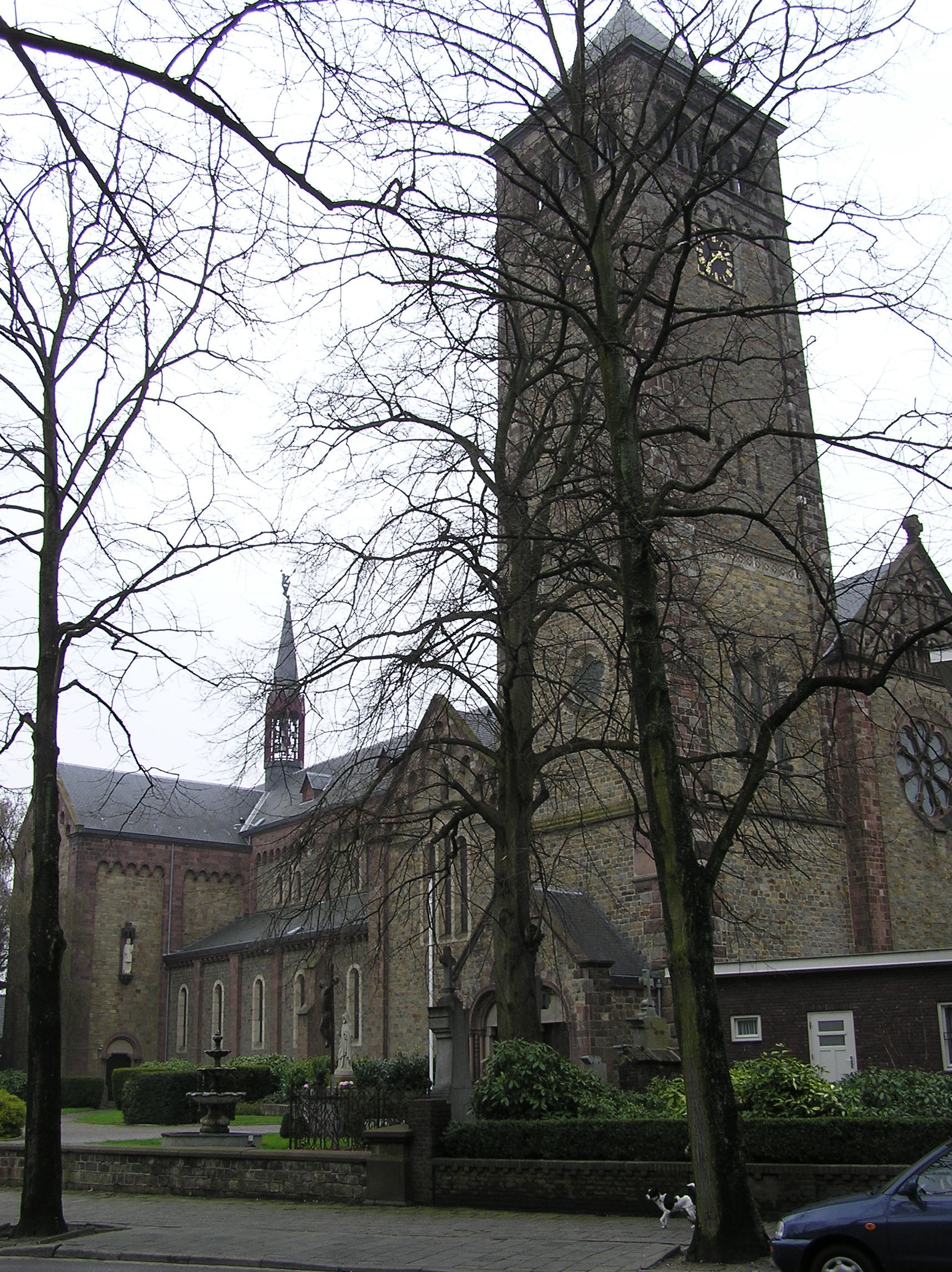
Die Sint Martinuskerk in Beek
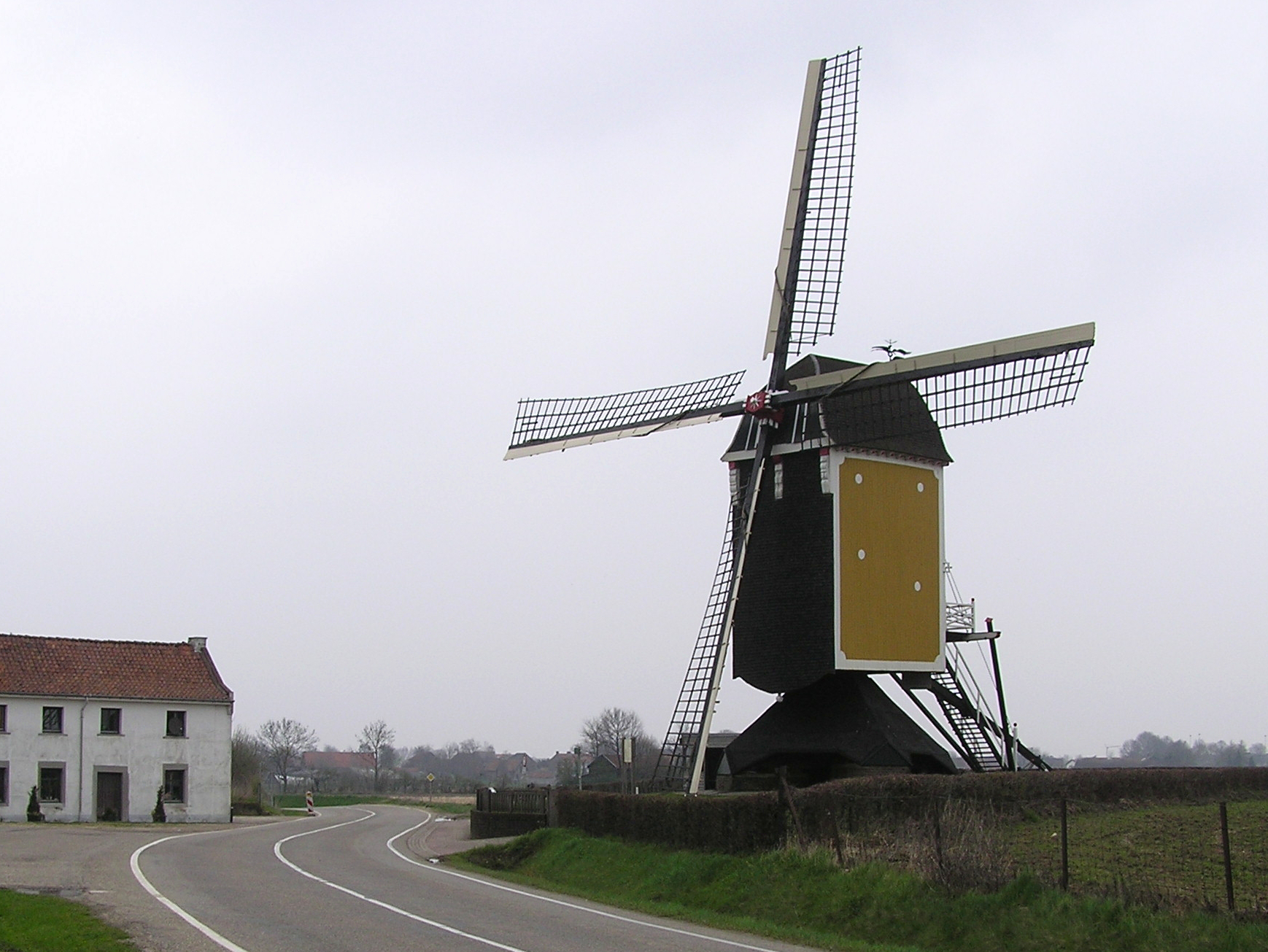
Traditionelle Windmühle bei Kelmond
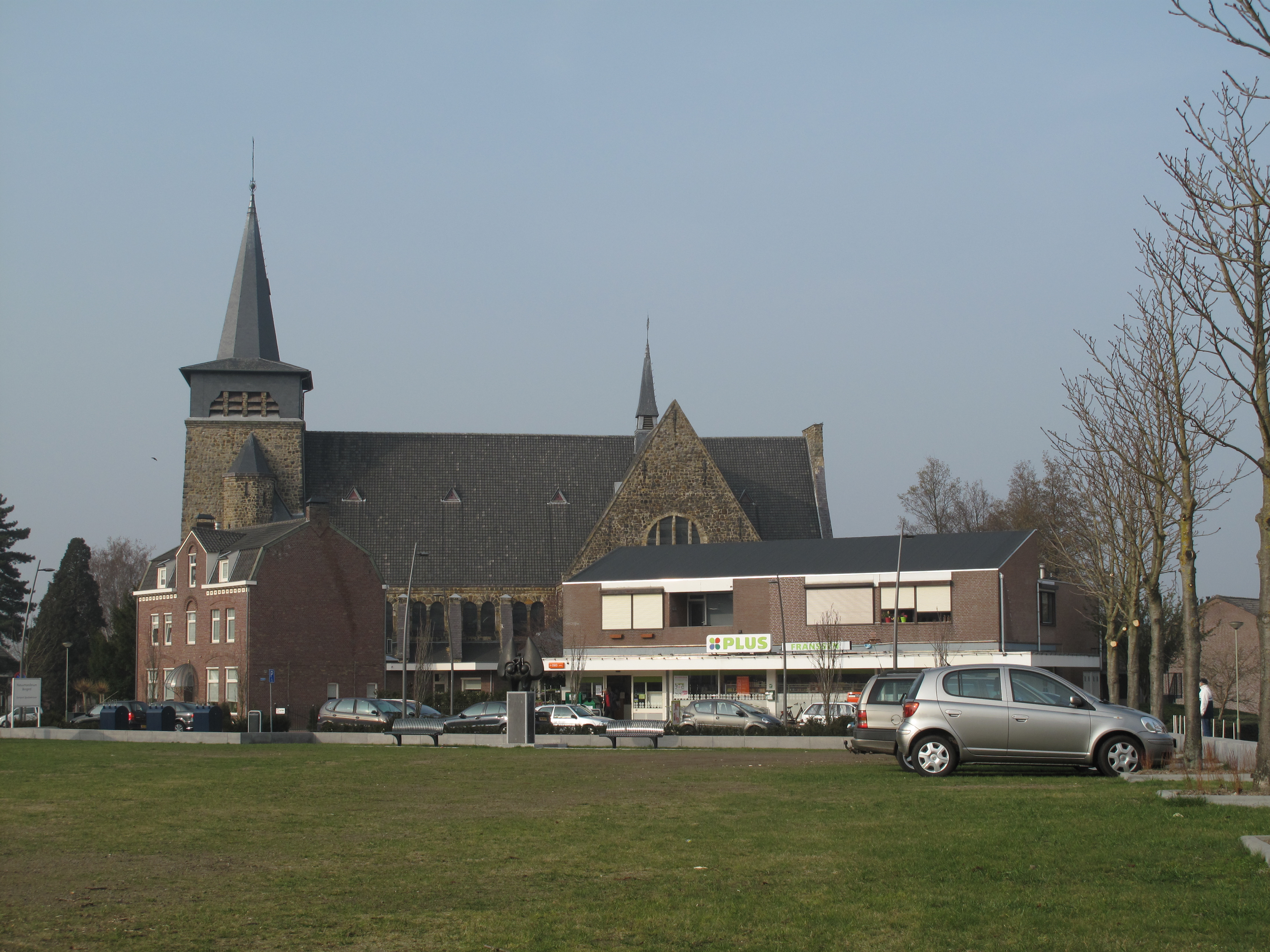
Kirche von Spaubeek

## Persönlichkeiten
- Charles Henri Hubert Spronck (1858–1932), Mediziner
- Pyke Koch (1901–1991), Kunstmaler
- Sef Imkamp  (1925–2013), Verwaltungsjurist und Politiker
- Maud Welzen (* 1993), Model